# Dekanat Drawno
Dekanat Drawno – jeden z dekanatów należący do archidiecezji szczecińsko-kamieńskiej.

## Parafie
- Barnimie (pw. Najśw. Serca Pana Jezusa)
  - Kościoły filialne:

1. Dominikowo
2. Zatom

- Bierzwnik (pw. MB Szkaplerznej)
  - Kościoły filialne:

1. Górzno
2. Kolsk

- Breń (pw. św. Józefa Oblub. NMP)
  - Kościoły filialne:

1. Klasztorne
2. Łasko

- Brzeziny (pw. Nawiedzenia NMP)
  - Kościoły filialne:

1. Kiełpino
2. Krzowiec
3. Kołki
4. Lubieniów

Drawno (pw. MB Nieust. Pomocy)
- Kościoły filialne:

1. Chomętowo
2. Święciechów
3. Żółwino

- Radęcin (pw. św. Ap. Piotra i Pawła)
  - Kościoły filialne:

1. Głusko
2. Stare Osieczno
3. Słowin
4. Wołogoszcz

- Suliszewo (pw. Świętej Trójcy)
  - Kościoły filialne:

1. Pamięcin
2. Rzecko
3. Żeliszewo

- Zieleniewo (pw. św. Jadwigi Śląskiej)
  - Kościoły filialne:

1. Kaszewo
2. Pławno
3. Rakowo

## Funkcje w dekanacie[1]
- Dziekan: ks. dr Dariusz Doburzyński
- Wicedziekan: ks. mgr Sławomir Mazurkiewicz
- Ojciec duchowny: ks. Maciej Bagdziński